# Foucarville
Foucarville település Franciaországban, Manche megyében. Lakosainak száma 124 fő (2018. január 1.). Foucarville Ravenoville, Beuzeville-au-Plain és Saint-Germain-de-Varreville községekkel határos.

## Népesség
A település népességének változása:
| Lakosok száma | 187  | 162  | 151  | 138  | 108  | 132  | 132  | 125  | 124  | 124  |
|               | 1962 | 1968 | 1982 | 1990 | 1999 | 2008 | 2011 | 2013 | 2017 | 2018 |